# 면장 선거
〈면장 선거〉(일본어: 町長選挙)는 오쿠다 히데오가 쓴 일본의 단편 소설이다.

## 개요
'정신과 의사・이라부 시리즈'의 3번째 작품. 수록작은 아래의 4작품이다.
- 구단주（『오루 요미모노』2005년 1월호）
- 안퐁맨（『오루 요미모노』2005년 4월호）
- 카리스마 직업（『오루 요미모노』2005년 7월호）
- 면장선거（『오루 요미모노』2006년 1월호）

일본어판 단행본은 2006년 4월에 분게이슌주에서 간행되었으며 한국어판 단행본은 2007년 5월에 은행나무에서 간행했다.
2009년 10월에 후지 TV의 '노이타미나'에서 공중그네의 시리즈란 이름하에 애니메이션화되었다. '구단주'를 시작으로 해서 제10화부터 애니화된다.

## 등장 인물
이라부 이치로
이라부 종합병원의 신경과 의사. '카리스마 직업' 편의 시점에서 볼 때 37세였다. 이라부 종합병원은 전쟁 전부터 이름을 떨쳤고 병원의 뒷편에는 유치원도 운영하고 있다. 뚱보이며 주사 놓는 것을 좋아한다. '어서오세요~'라고 날카로우면서 드높은 소리를 내며 환자를 맞이한다. 부모님을 엄마, 아빠라고 부르고 일단 삐지면 엄마 부른다고 할 때까지 요지부동이지만 부른다고 위협하면 바로 방에서 나오는등 괴상한 인물이기도 하다.
마유미
신경과 간호사. F컵의 글래머. 노출이 많은 옷을 즐겨입는다. 이라부에 대해서는 대부분 알고 있다.
'구단주'편에서 처음 본격적인 대사가 등장했으며 '안퐁맨'에서는 기타와 관련한 말이 있었다.펑크 록]]을 시작했다고 말하는등 사생활을 엿볼 수 있다.
다나베 미쓰오
'구단주'편의 주인공으로 78세이다. 별명은 '나베맨'. '대일본신문'의 대표이사회장이며 일본 프로야구 구단 '도쿄 그레이트 파워즈'의 구단주이기도 하다. 죽는 것에 대한 불안을 품고 있으며 관을 연상시키는 어둡거나 좁은 장소를 무서워해서 불면증으로 고통받고있다. 정신과 전문의로 이라부를 소개받아서 진찰을 받았다. 일본의사회의 이사인 이라부의 아버지와는 아는사이이다.
안포 다카아키
'안퐁맨'편의 주인공으로 약간 뚱뚱하다. 별명은 '안퐁맨'. 도쿄 대학교에 다니던 중에 인터넷 홈페이지 작성 서비스 회사인 '라이브 퍼스트'를 설립해서 눈 깜짝할 사이에 고공행진을 해서 IT계의 대표주자로 자리잡았다. 프로야구팀 매수 소동으로 일약 유명해졌고 저서인 '稼いで悪いか!는 베스트셀러가 되었다. 문자를 쓰는 능력이 없기 때문에 히라가나명이 어떻게 되는지 생각이 안나는 증상을 걱정한 비서의 권유로 정신과 진찰을 받았다.
시라키 가오루
'카리스마 직업'편의 주인공으로 배우이며 44세이다. 도쿄가극단원 원년멤버이다. 젊음과 미모를 언제까지 유지할 수 있는지에 대해 걱정하고 있다. 칼로리를 많이 섭취하지 않는 식사를 하지만 그 후 주변에 있는 책상 같은 것으로 운동을 해서 허리에 있는 지방을 한시라도 빨리 지방을 태워야 진정된다. 매니저인 쿠미는 마유미하고 친구이다.
미야자키 료헤이
'면장선거'편의 주인공으로 도쿄도청의 직원이다. 9개월전에 낙도 연수를 위해 이즈 제도의 앞바다에 있는 섬(千寿島)에서 근무를 했다. 임기는 2년.  근무지의 직원은 모두 2개의 파벌로 갈려서 서로를 비난하는 기세에 눌린다. 치열한 싸움을 전개하는 면장선거의 날이 가까워질수록 양진영에서는 지지자를 만드려고 술책을 쓴다. 식욕부진과 위통으로 고통받아서 섬에 와있던 이라부에게 상담받는다.

## 같이 보기
- 인더풀 - 이라부 시리즈의 1번째 작품.
- 공중그네 - 이라부 시리즈의 2번째 작품.